# Nery Bareiro
Nery Rubén Bareiro Zorrilla (San Lorenzo, 3 marzo 1988) è un calciatore paraguaiano, difensore dello Sp. San Lorenzo.

## Caratteristiche tecniche
È un difensore centrale.

## Carriera
È cresciuto nelle giovanili del Libertad.